# Jurij Wojnow
Jurij Mykolajowytsch Wojnow (ukrainisch Юрій Миколайович Войнов, russisch Юрий Николаевич Войнов, Jurij Nikolajewitsch Wojnow; * 29. November 1931 in Kalininski; † 22. April 2003 in Kiew, Ukraine) war ein sowjetischer Fußballspieler und -trainer.

## Vereinskarriere
Woinow begann mit dem Fußballspiel bei einer Fabriksmannschaft, ehe er über Zenit Mytischtschi mit 19 Jahren zu Zenit Leningrad kam, wo er sich als Stammspieler im Mittelfeld etablieren konnte. Er war neben seiner Konditionsstärke auch für seine Schusskraft bekannt, insbesondere bei Freistößen aus größerer Distanz. 1955 versuchte der Fußballverband seinen Wechsel zu einem Moskauer Verein zu betreiben, Woinow konnte jedoch trotz Androhung einer Sperre erreichen, bei Dynamo Kiew zu spielen. Nach mehreren Jahren im Tabellenmittelfeld erreichte man 1960 den Vizemeistertitel, ehe in der Folgesaison der Gewinn des sowjetischen Meistertitels gelang. 1964 beendete er seine aktive Karriere.

## Internationale Karriere
Sein Debüt für die Fußballnationalmannschaft der UdSSR gab Woinow im September 1954 gegen den Vizeweltmeister Ungarn. Auf Grund seiner Weigerung, in Moskau zu spielen, blieb er allerdings dann fast drei Jahre unberücksichtigt und gehörte somit nicht zum Kader der sowjetischen Mannschaft die bei den Olympischen Spielen in Melbourne die Goldmedaille holte. Ab 1957 gehörte er wieder zum Stamm der Nationalmannschaft, wo er meist an der Seite von Igor Netto spielte. Woinow war damit der erste Spieler von Dynamo Kiew, der in einem offiziellen Länderspiel eingesetzt wurde. Er nahm an der Fußball-Weltmeisterschaft 1958 teil, wo die sowjetische Auswahl im Viertelfinale gegen Gastgeber Schweden ausschied. Woinow wurde dabei von der Sportpresse in die Mannschaft des Turniers gewählt.
Seinen größten Erfolg erreichte er bei der Fußball-Europameisterschaft 1960, als er mit der Sbornaja Europameister wurde. Im Finale wurde Jugoslawien in der Verlängerung mit 2:1 geschlagen, wobei Woinow den entscheidenden Treffer von Wiktor Ponedelnik einleitete. Insgesamt bestritt er 23 Länderspiele und erzielte dabei drei Tore.

## Nach der aktiven Karriere
Nach seinem Karriereende als Spieler ergriff Woinow die Trainerlaufbahn, wobei er ausschließlich in der Ukraine tätig war. Seine erste Station war Tschornomorez Odessa, die er auf Anhieb in die höchste Spielklasse und 1966 ins Semifinale des sowjetischen Cups führte. 1967 übernahm er Sudnobudiwnyk Mykolajiw und erreichte auch hier das Cupsemifinale. Danach betreute er unter anderem Schachtar Donezk, Metalist Charkiw und SKA Kiew. Nach der Unabhängigkeit der Ukraine übernahm er eine führende Position in der ukrainischen Fußballliga.

## Erfolge
- Europameister 1960 mit der Sowjetunion
- Sowjetischer Meister: 1961
- Sowjetischer Cupsieger:  1964
- Auszeichnung "Verdienter Meister des Sports"